# Rosny-sur-Seine
Rosny-sur-Seine és un municipi francès, situat al departament d'Yvelines i a la regió de Illa de França. L'any 2007 tenia 5.181 habitants.
Forma part del cantó de Mantes-la-Jolie, del districte de Rambouillet i de la Comunitat urbana Grand Paris Seine et Oise.

## Demografia

### Població
El 2007 la població de fet de Rosny-sur-Seine era de 5.181 persones. Hi havia 1.858 famílies, de les quals 379 eren unipersonals (138 homes vivint sols i 241 dones vivint soles), 562 parelles sense fills, 749 parelles amb fills i 168 famílies monoparentals amb fills.
La població ha evolucionat segons el següent gràfic:
Habitants censats

### Habitatges
El 2007 hi havia 2.020 habitatges, 1.891 eren l'habitatge principal de la família, 30 eren segones residències i 99 estaven desocupats. 1.726 eren cases i 272 eren apartaments. Dels 1.891 habitatges principals, 1.514 estaven ocupats pels seus propietaris, 337 estaven llogats i ocupats pels llogaters i 40 estaven cedits a títol gratuït; 27 tenien una cambra, 113 en tenien dues, 272 en tenien tres, 515 en tenien quatre i 964 en tenien cinc o més. 1.439 habitatges disposaven pel capbaix d'una plaça de pàrquing. A 856 habitatges hi havia un automòbil i a 883 n'hi havia dos o més.

### Piràmide de població
La piràmide de població per edats i sexe el 2009 era:
| Homes | Edats   | Dones |
| ----- | ------- | ----- |
| 4     | 95 o +  | 0     |
| 4     | 90 a 94 | 4     |
| 16    | 85 a 89 | 40    |
| 8     | 80 a 84 | 28    |
| 36    | 75 a 79 | 40    |
| 92    | 70 a 74 | 88    |
| 108   | 65 a 69 | 112   |
| 148   | 60 a 64 | 172   |
| 112   | 55 a 59 | 128   |
| 232   | 50 a 54 | 216   |
| 180   | 45 a 49 | 164   |
| 196   | 40 a 44 | 208   |
| 176   | 35 a 39 | 176   |
| 148   | 30 a 34 | 188   |
| 100   | 25 a 29 | 124   |
| 180   | 20 a 24 | 128   |
| 176   | 15 a 19 | 224   |
| 184   | 10 a 14 | 180   |
| 124   | 5 a 9   | 108   |
| 120   | 0 a 4   | 116   |

## Economia
El 2007 la població en edat de treballar era de 3.365 persones, 2.509 eren actives i 856 eren inactives. De les 2.509 persones actives 2.279 estaven ocupades (1.185 homes i 1.094 dones) i 230 estaven aturades (119 homes i 111 dones). De les 856 persones inactives 288 estaven jubilades, 332 estaven estudiant i 236 estaven classificades com a «altres inactius».

### Ingressos
El 2009 a Rosny-sur-Seine hi havia 1.953 unitats fiscals que integraven 5.445,5 persones, la mediana anual d'ingressos fiscals per persona era de 20.839 €.

### Activitats econòmiques
Dels 203 establiments que hi havia el 2007, 3 eren d'empreses extractives, 2 d'empreses alimentàries, 1 d'una empresa de fabricació d'elements pel transport, 11 d'empreses de fabricació d'altres productes industrials, 43 d'empreses de construcció, 43 d'empreses de comerç i reparació d'automòbils, 12 d'empreses de transport, 11 d'empreses d'hostatgeria i restauració, 7 d'empreses d'informació i comunicació, 5 d'empreses financeres, 10 d'empreses immobiliàries, 25 d'empreses de serveis, 21 d'entitats de l'administració pública i 9 d'empreses classificades com a «altres activitats de serveis».
Dels 64 establiments de servei als particulars que hi havia el 2009, 1 era una oficina de correu, 6 tallers de reparació d'automòbils i de material agrícola, 1 taller d'inspecció tècnica de vehicles, 2 autoescoles, 10 paletes, 5 guixaires pintors, 1 fusteria, 11 lampisteries, 3 electricistes, 1 empresa de construcció, 6 perruqueries, 5 veterinaris, 7 restaurants, 4 agències immobiliàries i 1 saló de bellesa.
Dels 11 establiments comercials que hi havia el 2009, 1 era una gran superfície de material de bricolatge, 1 una botiga de més de 120 m², 2 fleques, 1 una fleca, 1 una peixateria, 1 una botiga de roba, 1 una sabateria i 3 floristeries.
L'any 2000 a Rosny-sur-Seine hi havia 4 explotacions agrícoles.

## Equipaments sanitaris i escolars
El 2009 hi havia 1 hospital de tractaments de mitja durada (seguiment i rehabilitació), 2 farmàcies i 1 ambulància.
El 2009 hi havia 2 escoles maternals i 2 escoles elementals. Rosny-sur-Seine disposava d'un col·legi d'educació secundària amb 456 alumnes.

## Poblacions més properes
El següent diagrama mostra les poblacions més properes.